# Фрегаты типа «Лафайет»
Фрегаты типа «Лафайет» — серия фрегатов с управляемым ракетным оружием. Строилась изначально для военно-морских сил Франции. Позднее корабли типа поставлялись на экспорт в ВМС Саудовской Аравии, Тайваня и Сингапура.

## История строительства
Проект фрегатов типа «Лафайет» был разработан фирмой DCN International. Фрегаты проектировались в соответствии с программой развития Вооруженных сил Франции в период с 1987 по 1991 годы. Программа предусматривала строительство десяти фрегатов этого типа, но из-за финансовых трудностей серию сократили сначала до восьми, а затем и до пяти кораблей. В состав Французского флота входят следующие корабли этого типа: La Fayette (бортовой номер F710), Surcouf (Сюркуф)(711), Courbet (Курбе) (F712), Aconit (F713) и Guepratte (F714). Первый корабль серии — Лафайет, был введен в строй в 1996 году, а последний, Guepratte — в ноябре 2001 года.
Назначением этих кораблей было несение патрульной службы, обеспечение безопасности судоходства и участие в урегулировании кризисов за пределами Европы.
Строительство кораблей шло на верфи DCN Lorient Naval Dockyard в Лорьяне. Всего было построено 20 кораблей этого типа, в том числе 5 кораблей для ВМС Франции. Строительство велось с использованием блочно-секционного метода. Каждый из кораблей собирался из восьмидесяти блоков весом до 300 т, которые предварительно монтировались в крытых сборочных цехах верфи, а затем насыщались оборудованием.

## Конструкция
При проектировании фрегатов большое внимание уделялось их малой радиолокационной заметности, в этих целях конструкции корпуса и надстроек проектировались с использованием так называемой стелс-технологии.
Верхняя часть корпуса «Лафайет» имеет завал к палубе, все сопряжения элементов конструкции корпуса закруглены. Значительную часть антенных устройств скрыли в обтекаемых мачтах, наружное оборудование конструкторы постарались спрятать в подпалубном пространстве и надстройке, сделанных из радиопоглощающих композиционных материалов, покрытых специальной краской, «смазывающей» радиолокационный сигнал. Стенки надстроек наклонены на 10 градусов.
В итоге, эффективная площадь рассеяния (ЭПР) у фрегатов «Лафайет» оказалась такой же, как у небольшого патрульного корабля водоизмещением в 500 тонн.
На фрегатах были также реализованы конструктивные мероприятия, предназначением которых было снижение уровня тепловой заметности и уменьшение акустического поля кораблей проекта. В целях повышения живучести фрегатов машинное отделение, погреба оружия и посты управления защитили противоосколочной броней.

## Состав серии
| ВМС Франции |            |              |               |                 |                       |         |
| №           | Имя        | Изготовитель | Заложен       | Спущен на воду  | Введён в эксплуатацию | Статус  |
| F 710       | La Fayette |              |               | 13 июня 1992    | 22 марта 1996         | В строю |
| F 711       | Surcouf    |              | 3 июля 1993   | 7 февраля 1997  | В строю               |         |
| F 712       | Courbet    |              | 12 марта 1994 | 1 апреля 1997   | В строю               |         |
| F 713       | Aconit     |              | 8 июня 1997   | 3 июня 1999     | В строю               |         |
| F 714       | Guépratte  |              | 3 марта 1999  | 27 октября 2001 | В строю               |         |

## Экспортные заказы
| ВМС Саудовской Аравии |           |              |         |                |                       |         |
| №                     | Имя       | Изготовитель | Заложен | Спущен на воду | Введён в эксплуатацию | Статус  |
| 812                   | Al Riyadh | DCNS         |         |                | 2002                  | В строю |
| 814                   | Makkah    | DCNS         |         |                | 2004                  | В строю |
| 816                   | Al Dammam | DCNS         |         |                | 2004                  | В строю |

| ВМС Тайваня |           |              |         |                |                       |         |
| №           | Имя       | Изготовитель | Заложен | Спущен на воду | Введён в эксплуатацию | Статус  |
| 1202        | Kang Ding | DCNS         | 1993    | 1994           | 1996                  | В строю |
| 1203        | Si Ning   | DCNS         | 1994    | 1994           | 1996                  | В строю |
| 1205        | Ku Ming   | DCNS         | 1994    | 1995           | 1997                  | В строю |
| 1206        | Di Hua    | DCNS         | 1995    | 1995           | 1997                  | В строю |
| 1207        | Wu Chang  | DCNS         | 1995    | 1995           | 1997                  | В строю |
| 1208        | Chen De   | DCNS         | 1995    | 1996           | 1998                  | В строю |

| ВМС Cингапура |            |                |         |                |                       |         |
| №             | Имя        | Изготовитель   | Заложен | Спущен на воду | Введён в эксплуатацию | Статус  |
| 68            | Formidable | DCNS           | 2002    | 2004           | 2007                  | В строю |
| 69            | Interpid   | ST Engineering |         | 2004           | 2008                  | В строю |
| 70            | Steadfast  | ST Engineering |         | 2005           | 2008                  | В строю |
| 71            | Tenacious  | ST Engineering |         | 2005           | 2008                  | В строю |
| 72            | Stalwart   | ST Engineering |         | 2005           | 2009                  | В строю |
| 73            | Supreme    | ST Engineering |         | 2006           | 2009                  | В строю |